# 아제르바이잔 소비에트 사회주의 공화국의 국기

아제르바이잔 소비에트 사회주의 공화국의 국기

아제르바이잔 소비에트 사회주의 공화국의 국기 (뒷면)

아제르바이잔 소비에트 사회주의 공화국의 국기는 1952년에 제정되어 1991년까지 사용되었다.
빨간색과 남색 두 가지 색의 가로 줄무늬 바탕 왼쪽 상단에는 노란색 별과 낫과 망치가 그려져 있다.

## 이전 국기

아제르바이잔 소비에트 사회주의 공화국의 국기 (1920년-1922년)
아제르바이잔 소비에트 사회주의 공화국의 국기 (1922년-1940년)
아제르바이잔 소비에트 사회주의 공화국의 국기 (1940년-1952년)

## 같이 보기
- 소련의 국기
- 소련의 공화국의 국기
- 아제르바이잔의 국기